# Gottfried Behm

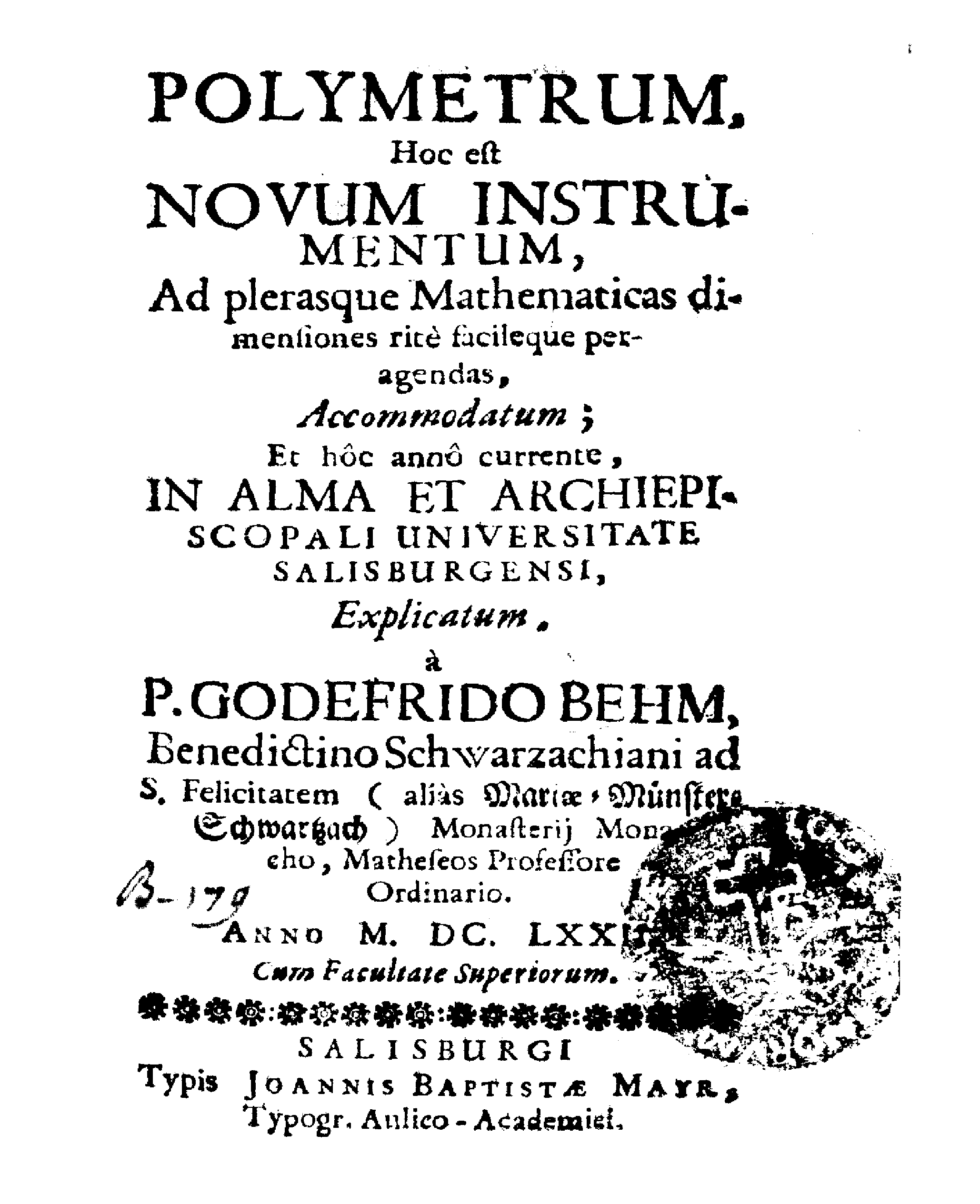
Polymetrum, 1672

Gottfried Behm (Randersacker, 1636 – 1674) è stato un astronomo, matematico benedettino tedesco.

## Opere
- (LA) Polymetrum, Salisburgi, Johann Baptist Mayr, 1672.